# Phaonia perfida
Phaonia perfida este o specie de muște din genul Phaonia, familia Muscidae, descrisă de Stein în anul 1920. Conform Catalogue of Life specia Phaonia perfida nu are subspecii cunoscute.